# 하대경
하대경(河大炅,, 1950년 10월 29일 ~ )은 대한민국의 배우이다.

## 학력
- 김천고등학교 졸업
- 서울예술대학교 연극과

## 출연작

### 영화
- 1989년 며느리 밥풀꽃에 대한 보고서

### 드라마
- 1981년 KBS1 《대명》 - 마부대 역
- 1982년 KBS1 《풍운》 - 장순규 역
- 1982년 KBS1 《보통 사람들》
- 1983년 KBS1 《개국》 - 강윤성 역
- 1984년 KBS1 《독립문》- 이범진 역
- 1986년 KBS2 《그러게 말야》
- 1987년 KBS1 《토지》- 하서방 역
- 1987년 KBS1 《월행》
- 1989년 KBS1 《지포리에서 생긴 일》
- 1989년 KBS2 《무풍지대》- 이승만
- 1990년 KBS1 《서울 뚝배기》- 박씨 역
- 1990년 KBS1 《대추나무 사랑걸렸네(1기)》
- 1990년 KBS1 《만석꾼 며느리 뽑기》
- 1991년 KBS2 《형》
- 1992년 KBS2 《시간과 눈물》
- 1993년 KBS2 《일월》
- 1994년 KBS2 《한명회》- 조극관 역
- 1994년 KBS1 《역사 앞에서》
- 1994년 KBS1 《춘향전》
- 1995년 KBS2 《장녹수》- 김수동 역
- 1995년 KBS2 《땅울림》
- 1995년 KBS2《서궁》
- 1995년 KBS2《가면 속의 천사》
- 1995년 MBC《제4공화국》
- 1995년 KBS1 《찬란한 여명》
- 1996년 KBS2 《귀여운 여자》
- 1997년 KBS2 《파랑새는 있다》- 곽성필 역
- 1998년 SBS《삼김시대》
- 1998년 KBS2 《야망의 전설》
- 1998년 KBS1《왕과 비》
- 1998년 SBS 《승부사》- 황주익 역
- 1999년 KBS2 《당신》
- 1999년 KBS2 《어사출두》
- 2000년 KBS2 《꼭지》
- 2000년 KBS1 《태조 왕건》
- 2000년 KBS2 《천둥소리》
- 2001년 KBS1 《대추나무 사랑걸렸네(3기)》- 하대포 역
- 2001년 SBS 《여인천하》
- 2002년 SBS 《대망》
- 2003년 SBS 《왕의 여자》
- 2006년 KBS 1TV 《서울 1945》

### 공연
- 생일파티
- 빵집마누라
- 오이디푸스왕
- 전쟁과 평화
- 춘향전
- 쿤타킨테